# Территориальный спор между Сербией и Хорватией
Граница между Сербией и Хорватией в районе Дуная является спорной. В то время как Сербия придерживается мнения, что тальвег долины Дуная и осевая линия реки представляют собой международную границу между двумя странами. Хорватия не согласна с этим и утверждает, что международная граница проходит по границам кадастровых муниципалитетов, расположенных вдоль реки, начиная с курса в нескольких точках на 140-километровом участке.                      
О размере спорной территории сообщается по-разному.
Спор впервые возник в 1947 году, но остался без внимания во время существования Социалистической Федеративной Республики Югославии. Особое внимание уделялось спору во время присоединения Хорватии к Европейскому союзу. По состоянию на сентябрь 2014 года спор остается нерешённым, и линия контроля в основном соответствует требованиям Сербии.

## Территориальные претензии

### XX век

Пограничный спор между Хорватией и Сербией в районе Бачки и Бараньи. Претензия Хорватии соответствует красной линии, а претензия Сербии соответствует течению Дуная.
Под контролем Сербии, оспаривается Хорватией
Terra nullius де-факто находится под контролем Хорватии, хотя на нее не претендуют ни Хорватия, ни Сербия.

Пограничный спор между Хорватией и Сербией влечёт за собой конкурирующие претензии в отношении границы в нескольких точках долины реки Дунай, разделяемой двумя странами. Спорные районы расположены вдоль 140-километрового участка русла из 188-километрового русла реки в этом районе.  В этом районе граница определяется соседними странами по-разному — либо по течению Дуная, как утверждает Сербия, либо по линии, прослеживающей границы кадастровых муниципалитетов, имеющих местонахождение в одной из двух стран. Как утверждает Хорватия. Кадастровая граница также проходит по бывшему руслу Дуная, которое было изменено меандрированием и гидротехническими работами в XIX веке, после создания кадастра. Пограничный спор затрагивает территорию площадью до 140 км². Другие источники указывают несколько иные цифры, указывая на претензию хорватов на более чем 100 км² на восточном берегу реки, в Бачке, при этом говоря, что кадастровая граница оставляет от 10 до 30 км² территории на западном берегу Дуная, от Бараньи до Сербии. Ещё одна оценка указывает на общую площадь спора в 100 км², 90 % которой находится на восточном берегу Дуная, контролируемом Сербией.
Основная часть спорной территории находится в районе города Апатин, в то время как острова Шаренград и остров Вуковар упоминаются как особо спорные части спора. Дальнейшие спорные районы расположены недалеко от города Бачка Паланка и в муниципалитете Сомбор, на стыке Хорватии, Венгрии и Сербии. Хорватия утверждает, что кадастровая граница была принята Комиссией Жиласа, созданной в 1945 году для определения границ между федеральными субъектами Югославии, в то время как Сербия утверждает, что та же комиссия определила границу как течение Дуная в 1945 году. Ссылаясь на расположение любого конкретного утверждения или строки. До вынесения решения Сербия утверждала, что границы могут быть изменены после распада Югославии и обретения независимости Хорватией. После войны за независимость Хорватии линия контроля совпадает с претензией Сербии.

### XXI век
28 июля 2002 г. патрульный катер югославской армии произвел предупредительные выстрелы по четырём лодкам, на борту которых находились префект округа Вуковар-Срием и мэры Вуковара и Бачки-Паланки, а также несколько других гражданских лиц, направлявшихся в Бачку-Паланку. Инцидент произошёл примерно в 800 метрах от острова Шаренград. Также был обстрелян хорватский патрульный катер после того, как он попытался приблизиться к судну, на борту которого находились префект и мэр. Пострадавших нет, но пассажиры и экипаж гражданского катера задержаны. Четверо пожилых людей и четверо детей были немедленно освобождены, а с остальными в течение двух часов допрашивали в югославских военных казармах, прежде чем их отпустили. Министр иностранных дел Югославии Горан Свиланович выразил сожаление по поводу инцидента, но премьер-министр Хорватии Ивица Рачан заявил, что Хорватия не удовлетворена этим жестом. Сербская армия отошла от границы в октябре 2006 г., передав контроль сербской полиции.
В начале 2000 года Хорватия и Сербия создали комиссию по определению границы, но за первые десять лет она собиралась всего один или два раза. С 2010 года этот вопрос приобретает все большее значение в спорящих странах. Масла в спор подлили планы строительства порта в Апатине на территории, на которую претендует Хорватия. После многолетнего бездействия межправительственная комиссия, созданная для определения и определения границы между Хорватией и Сербией, собралась в Загребе в апреле 2010 года только для того, чтобы прийти к выводу, что мнения по этому вопросу расходятся. Позднее в том же месяце депутаты Национального собрания от Сербской радикальной партии (СРП)предложил резолюцию, которая потребовала бы, чтобы сербские официальные лица урегулировали спор в соответствии с претензией Сербии. Несколько месяцев спустя Радослав Стоянович, бывший юридический представитель Сербии и Черногории в деле о геноциде в Боснии и бывший посол в Нидерландах, сравнил спор с хорватско-словенским пограничным спором в Пиранском заливе. Стоянович сказал, что позиция Хорватии в споре со Словенией благоприятна для Сербии, и предупредил, что Сербия может оказаться в невыгодном положении, если Хорватия присоединится к Европейскому Союзу (ЕС) перед Сербией, что позволило бы ей навязать свои условия процессу вступления Сербии в ЕС.
К 2011 году сербские дипломаты обратились с несколькими просьбами к ЕС, прося его оказать давление на Хорватию, чтобы она урегулировала спор до вступления Хорватии в союз, опасаясь, что она может последовать примеру Словении и затормозить вступление Сербии, подобно тупику между Хорватией и Словенией из-за их пограничные споры и последующая блокада процесса переговоров о вступлении Хорватии в ЕС. Запрос был отклонен ЕС. Президент Хорватии Иво Йосипович сказал, что спор был самым спорным вопросом хорватско-сербских отношений, но добавил, что это не должно быть трудно решить. В 2012 году Йосипович заявил, что Хорватия не должна блокировать вступление Сербии в ЕС по этому вопросу, и предложил разрешить спор в арбитражном порядке, который считается приемлемым решением для обеих стран. В 2014 году посол Хорватии в Сербии подтвердил позицию Йосиповича 2012 г. С другой стороны, Зоран Миланович, премьер-министр Хорватии, заявил, что разрешение пограничного спора будет условием Хорватии, поставленным перед Сербией в свои переговоры о вступлении в ЕС.

#### Соглашение об острове Вуковар
В 2006 году представители города Вуковар и муниципалитета Бач, расположенного на берегу напротив Вуковара, достигли соглашения об использовании острова Вуковар в качестве места отдыха и пляжа. Остров доступен для организованного транспорта на лодках, идущих из Вуковара. Пограничный контроль в этом процессе не задействован. К 2012 году количество посещений острова достигло 150 000 человек в год.

#### Либерленд и другие претензии
13 апреля 2015 года Вит Едличка из чешской Партии свободных граждан провозгласил микрогосударство Либерленд на территории, по его словам, невостребованной как Хорватией, так и Сербией. Другие карманы к западу от Дуная также были заявлены как микронации, названные Вердис, Энклава и Онгал. Министерство иностранных и европейских дел Хорватии отклонило эти претензии, заявив, что различные притязания на границу между Сербией и Хорватией не связаны с terra nullius и не подлежат оккупации третьей стороной. Однако 24 апреля 2015 г. министерство иностранных дел Сербии заявило, что, хотя Сербия не считает «Либерленд» важным вопросом, «новое государство» не нарушает сербскую границу, очерченную рекой Дунай.

## Эволюция границы

### До 1922 года
Эволюция хорватско-сербской границы началась в 1699 году с Карловицкого договора, по которому Славония и часть Сирмии перешли от Османской империи к монархии Габсбургов по завершении Великой турецкой войны. Остальная часть Сирмии была передана монархии Габсбургов по Пассаровицкому договору 1718 года. Переданные территории были организованы в рамках монархии в Королевство Славония, с его восточной границей, установленной на Дунае, и оборонительным поясом военной границы, протянувшимся вдоль река Сава, управляемая непосредственно из Вены.
Последующие территориальные изменения в регионе включали провозглашение недолговечной Сербской Воеводины во время Венгерской революции 1848 года, которая включала Сирмию в качестве своей территории. Год спустя Сербская Воеводина была упразднена и заменена коронными землями воеводства Сербия и Темес Банат, которые уступили Сирмию обратно Королевству Славония. [35] В 1868 году, после хорватско-венгерского урегулирования, Королевство Славония было включено в состав Королевства Хорватия-Славония, [36] до того, как славянская военная граница была полностью присоединена к Хорватии-Славонии в 1881 году. В конце Первой мировой войны в 1918 году Хорватия-Славония стала частью Государства словенцев, хорватов и сербов, а 25 ноября 1918 года Банат, Бачка и Баранья провозгласили прямое объединение с Королевством Сербия. Они были образованы. После разделения венгерских графств Баранья и Бач-Бодрог по «линии Клемансо», установленной Трианонским договором 1920 года. Территория южной Бараньи была передана Королевству сербов, хорватов и словенцев на основании, на которое претендовали югославские делегации на конференции, что она образует естественную внутреннюю часть города Осиек. Территория к югу от «линии Клемансо» была разделена на административные единицы, существовавшие до Первой мировой войны, с административной реорганизацией территории позже, в 1922 году. Все эти территории объединились в Королевство сербов, хорватов и словенцев, которое было переименовано. Югославия в 1929 году.

### Межвоенный период

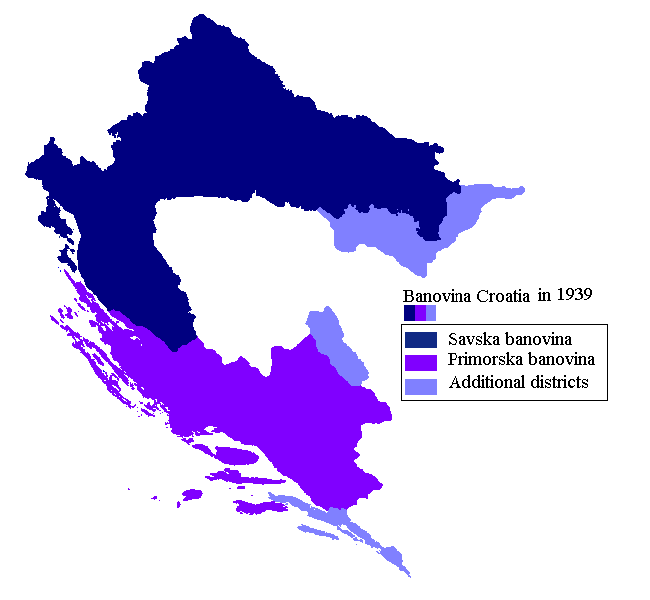
Бановина Хорватия от 1939 года, с помощью которой режим хотел решить хорватский вопрос в Югославии.

Югославия была создана в 1918 году как централизованная монархия при сербской династии Караджорджевичей. В 1922 году территория была реорганизована в области. Баранья вдоль Бачки была включена в область Нови-Сад, Сирмиум с центром в Вуковаре стал отдельной областью, а Осиек стал частью области Славония. Королевским указом от 6 января 1929 г. Конституция 1921 г. была отменена, парламент распущен, и провозглашена абсолютистская монархия. Страна была переименована в Королевство Югославия, а территория преобразована в бановины. Наибольшее изменение в отношении спорного региона произошло в Сырмии, с округами Вуковар, Винковцы, Шид, Жупанья и Сремска — Митровица становятся частью Дринской бановины с местонахождением в Тузле. В то время как северная половина спорной территории была включена вдоль всей Бараньи и Бачки в Дунайскую Бановину. Два года спустя, в 1931 году, районы Вуковар, Винковцы и Жупанья были переданы Савской Бановине. Дальнейшая территориальная реорганизация была проведена в 1939 году в рамках соглашения, достигнутого после интенсивных переговоров между властями в Белграде и силами оппозиции в Загребе. Соглашение, известное как Соглашение Цветковича-Мачека, создало бановину Хорватии. Создание Бановины Хорватии было первым шагом к федерализации Югославии, в которой также предусматривалась словенская автономная единица, а остальная часть страны должна была быть сербской единицей. Что касается хорватско-сербской границы, делимитация Бановины в Хорватии в 1939 году включала районы Шид и Илок, в то время как ни одна версия соглашения не включала Баранью в Хорватии, что означало, что северная половина спорной территории должна была оставаться исключенной. из Хорватии во всех версиях.

### После 1945 года

События на хорватско-сербской границе и спор в районе Бачки и Сырмии. На участке границы Бачка заявка Хорватии соответствует красной линии, а заявка Сербии соответствует течению Дуная.
Под контролем Сербии, оспаривается Хорватией

Первый общий план границ Хорватии после 1945 года был сделан Антифашистским советом национального освобождения Югославии 24 февраля 1945 года. Некоторые вопросы, касающиеся границы, такие как Баранья, остались нерешенными. Вновь созданная автономная область Воеводина, входящая в состав Социалистической Республики Сербии с апреля 1945 года, стремилась установить свою границу с Социалистической Республикой Хорватией по реке Драва, включая Баранью, Дунай и вдоль Вуковара. Линия Жупанья. Чтобы опровергнуть претензии Воеводины, хорватские власти выдвинули встречные претензии в районах Вуковара, Винковци, Бараньи и в районе Сомбора.
Чтобы урегулировать этот вопрос, в июне 1945 года федеральные власти создали комиссию из пяти человек под председательством Милована Жиласа. Комиссия определила три группы спорных территорий. Это районы Суботица, Сомбор, Апатин и Оджаци в Бачке, районы Батина и Дарда в Баранье, районы Вуковар, Шид и Илок в Сырмии. Районы в Бачке были переданы Воеводине, а районы в Баранье были переданы Хорватии, в основном по этническому признаку. Комиссия также отметила, что если бы Югославии удалось приобрести регион Бахаиз Венгрии решение в отношении Бачки будет пересмотрено. Район Вуковар также был передан Хорватии, а Илок и Шид были переданы Воеводине. В случае с Илоком было указано, что решение будет временным до тех пор, пока власти не будут консолидированы по обе стороны границы, после чего вопрос будет рассмотрен повторно.
Впоследствии парламент Сербии принял закон об установлении границ Воеводины. Он сослался на границу, предложенную комиссией Жиласа, прямо отметив, что она является временной. В законе отмечается, что граница проходит по Дунаю от венгерской границы до Илока, пересекает Дунай, оставляя Илок, Шаренград и Мохово в Хорватии, затем перемещается на юг и покидает кадастровые муниципалитеты Опатовац, Ловас, Товарник, Подграде, Апшевци, Липовац, Строшинцы и Хамена в Хорватии и все к востоку от линии в Воеводине. Присвоение Илока Хорватии было отклонением от выводов комиссии Жиласа и было основано на референдуме, проведённом в городе по этому вопросу в 1945 или 1946 году, когда его население проголосовало за присоединение к Хорватии.

### Начало спора
В 1947 году министерство сельского хозяйства Воеводины пожаловалось в министерство лесного хозяйства Сербии на то, что власти Вуковара отказались передать четыре речных острова, а затем в министерство лесного хозяйства Хорватии по тому же вопросу с просьбой о помощи. После того как Хорватия отказала в просьбе, власти Сербии обратились к федеральному правительству. Федеральные власти посоветовали решить вопрос по обоюдному согласию и заявили, что интерпретация Воеводиной закона о её границах — что граница проходит по тальвегу долины Дуная, то есть по средней точке реки — ошибочна, поскольку в законе не применяется такая формулировка. В письме от 18 апреля 1947 года югославские власти заявили, что спорные речные острова являются территорией Вуковарского района и что эта территория не может быть передана Воеводине до тех пор, пока граница не будет определена иначе.
К маю 1947 года власти Воеводины отметили, что между ними и властями Хорватии возник спор относительно толкования положения границы по Дунаю и что федеральные власти, которым было предложено выступить посредником в споре, поддержали положение Хорватии. В то же время Воеводина потребовала от Хорватии вернуть ранее уступленные ей территории на правом берегу Дуная (Варош-Виза и Мала Сига). В то время как в рамках Югославии этому вопросу уделялось мало внимания, поскольку его решение не одобрялось федеральными властями, а затронутая территория имела ограниченную экономическую ценность, была необитаемой и часто затоплялась.
К 1948 году Хорватия и Сербия договорились о двух изменениях границы: деревня Бапска была передана Хорватии, а Ямена — Воеводине. Дальнейшие изменения границы согласованы не были. На карте территории, выпущенной Военно-географическим институтом Югославской народной армии в 1967 году, граница изображена вдоль кадастровой границы, что соответствует заявлению Хорватии в споре.